# ピーピー諸島
ピーピー諸島（ピーピーしょとう、Koh Phi Phi、タイ語は เกาะ พีพี）またはピピ諸島は、タイ王国南部のクラビー県にある諸島の名前。

## 地理

ピーピー諸島の地図

諸島は北のピーピー・ドーン島を中心に、ハートクラーン島、バンブー島、モスキート島があり、南にはピーピー・レー島を中心にサーマー島、マーヤー・ノーク島、ビーダー・ナイ島、ビーダー・ノーク島がある。ピーピー・ドーン島は、二つの石灰岩質の島が元々あり、その間が砂州で繋がった構造となっている。周辺の多くの島も石灰岩質であり、鍾乳洞や海食洞などをみることができる。

## 住民と文化
住民は主にイスラーム教徒のタイ族と、シー・ジプシー。タイ人の間ではリゾートとして、外国人観光客の間ではマリンスポーツでにぎわっている。言語は、タイ語や英語が主体であるが、北欧の観光客に対応するためにスウェーデン語なども一部の店舗で使用される。

## 観光
元々はいろいろあるビーチのうちの一つ選択肢でしかなかったが、レオナルド・ディカプリオ主演の映画『ザ・ビーチ』でロケ地として選ばれたことにより、内外からの観光客が激増し、カオサン通りのような無国籍な街となった。本来農業を営んでいた農民はこれにより、観光業に従事するものが多くなった。これにより島民の収入が増した一方で、物価も本土に比べ著しく上昇した。また、増え続ける観光客のため市街地が異常に拡大され、元々広い平地を持たない島は、山を伐採してでも宿泊施設を建てるようになり、これに『ザ・ビーチ』の映画撮影で元から進んでいた環境破壊が加わって、諸島の自然環境が激しく悪化した。有人島であるピーピー・ドーン島近辺の珊瑚礁も、破壊が著しい。岩山を活用したロッククライミングも行われている。ダイビングも盛んであるが、さんご礁の保護には無頓着であった。
2018年2月、タイ国立観光局は、あまりにも増加した観光客に対応するためにサンゴ礁の保全に乗り出しマヤ湾内での船の係留を禁止したほか、6月-9月にかけてはマヤ湾自体を閉鎖する措置を発表した。

## 地震の影響
2004年、スマトラ島沖地震による津波が島を襲い、日本人を含む多数の死者を出した。特にトンサイ湾とロダーラム湾に挟まれた平地部分は壊滅状態となったが、島の東部ロバーカオ湾等のビーチは全く影響を受けなかった。

## アクセス
海路のみのアクセスしかできない。プーケット、クラビーより定期便がある。また、ピーピー・レー島（ピピ・レイ島）にはビーチがあるが、宿泊施設はないためピーピー島から船を雇っての日帰りで訪問となるが、マヤ・ビーチで1泊のキャンプを行うツアーが開催されており、それを利用すると同島に宿泊することが出来る。

## 写真集

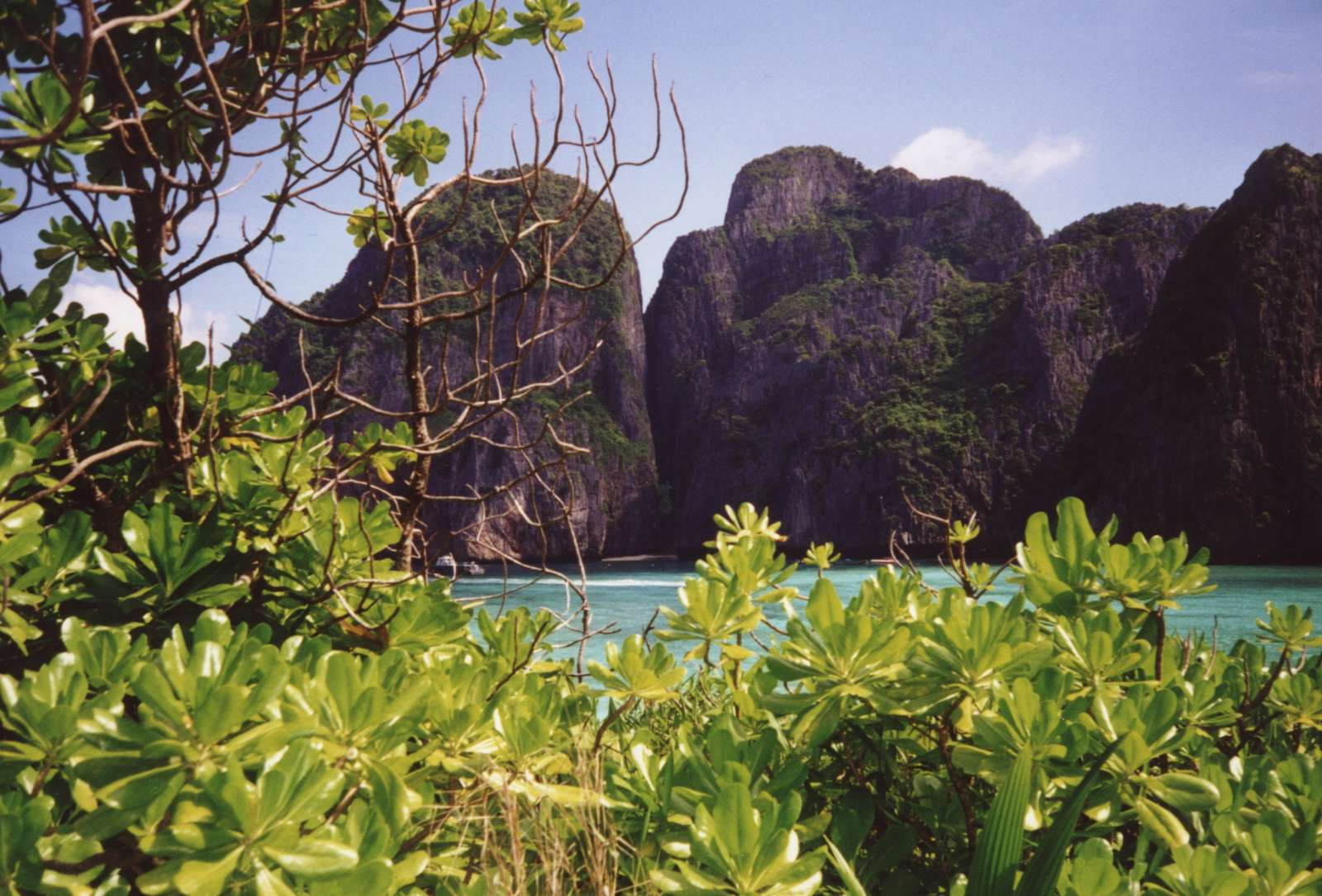
ピーピーレー島
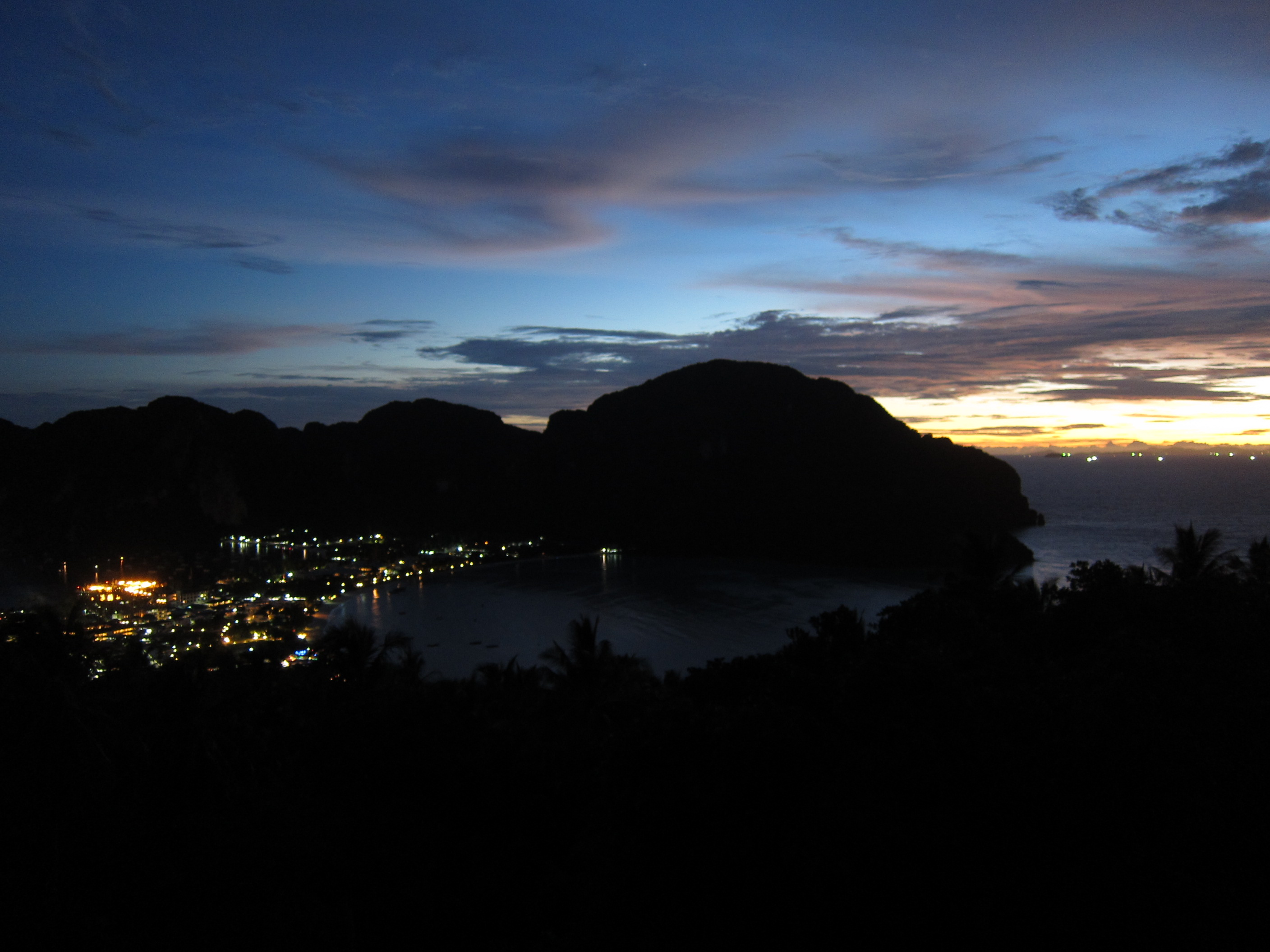
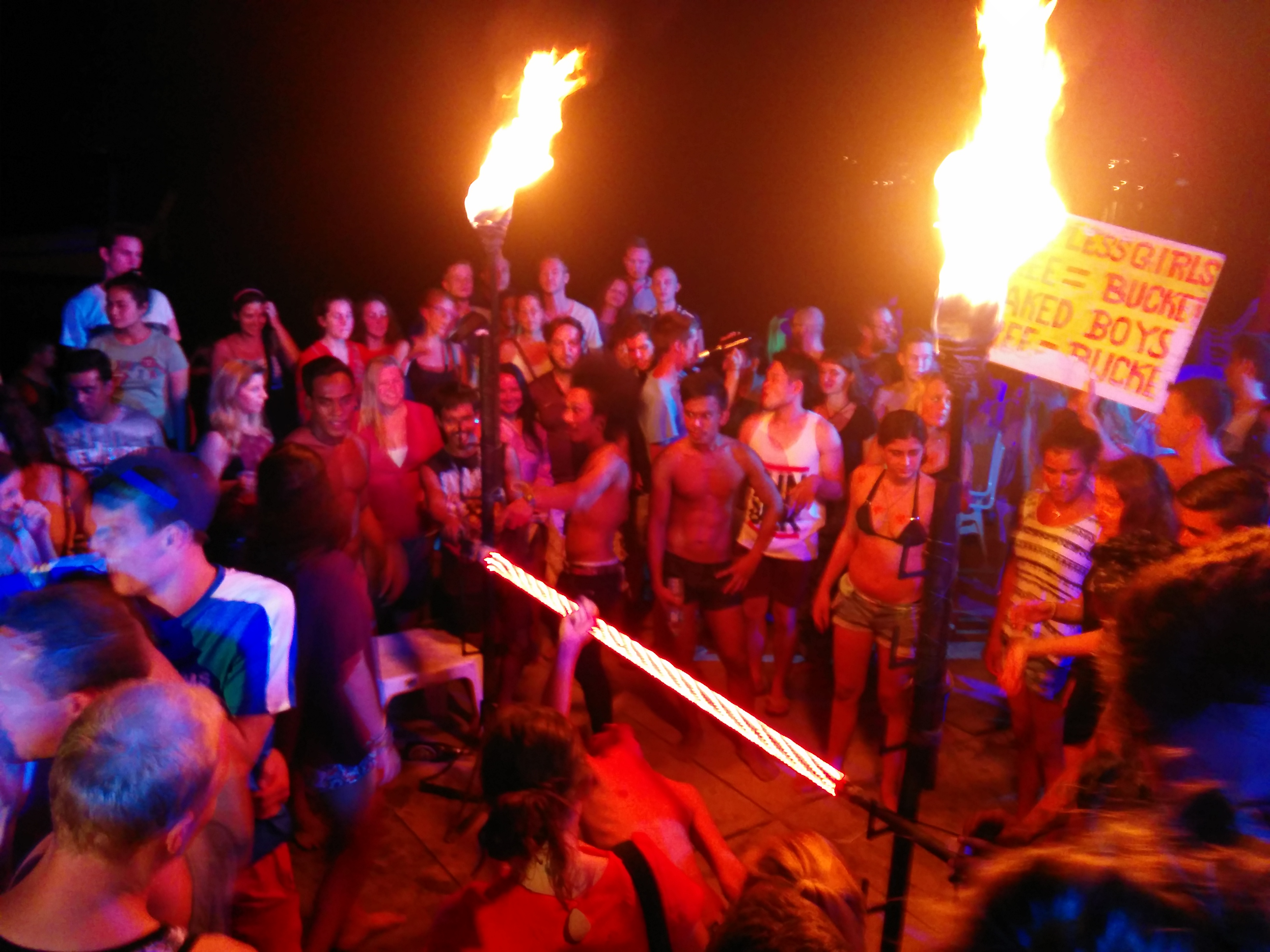
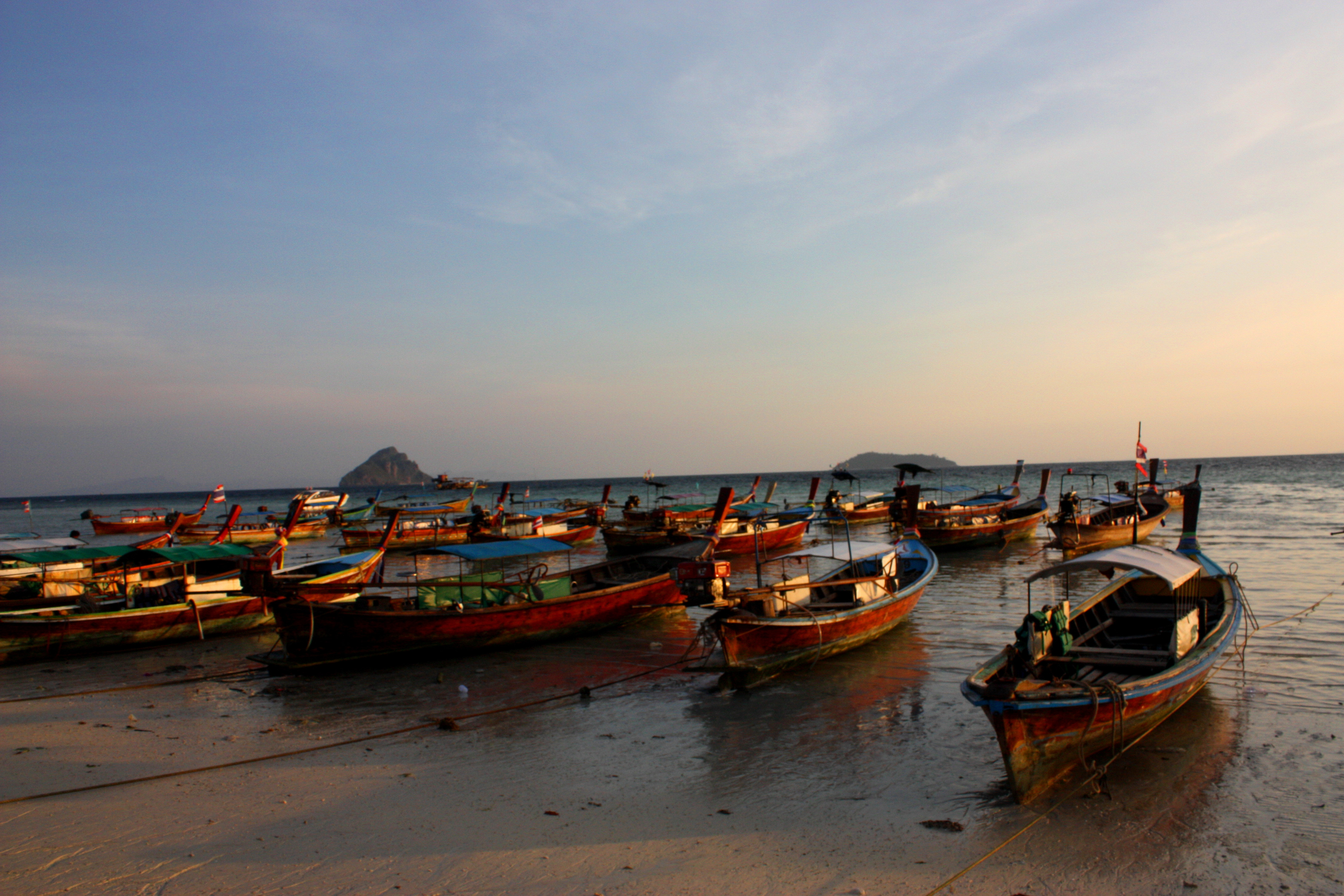
"Sea gypsy" boats, Ko Phi Phi
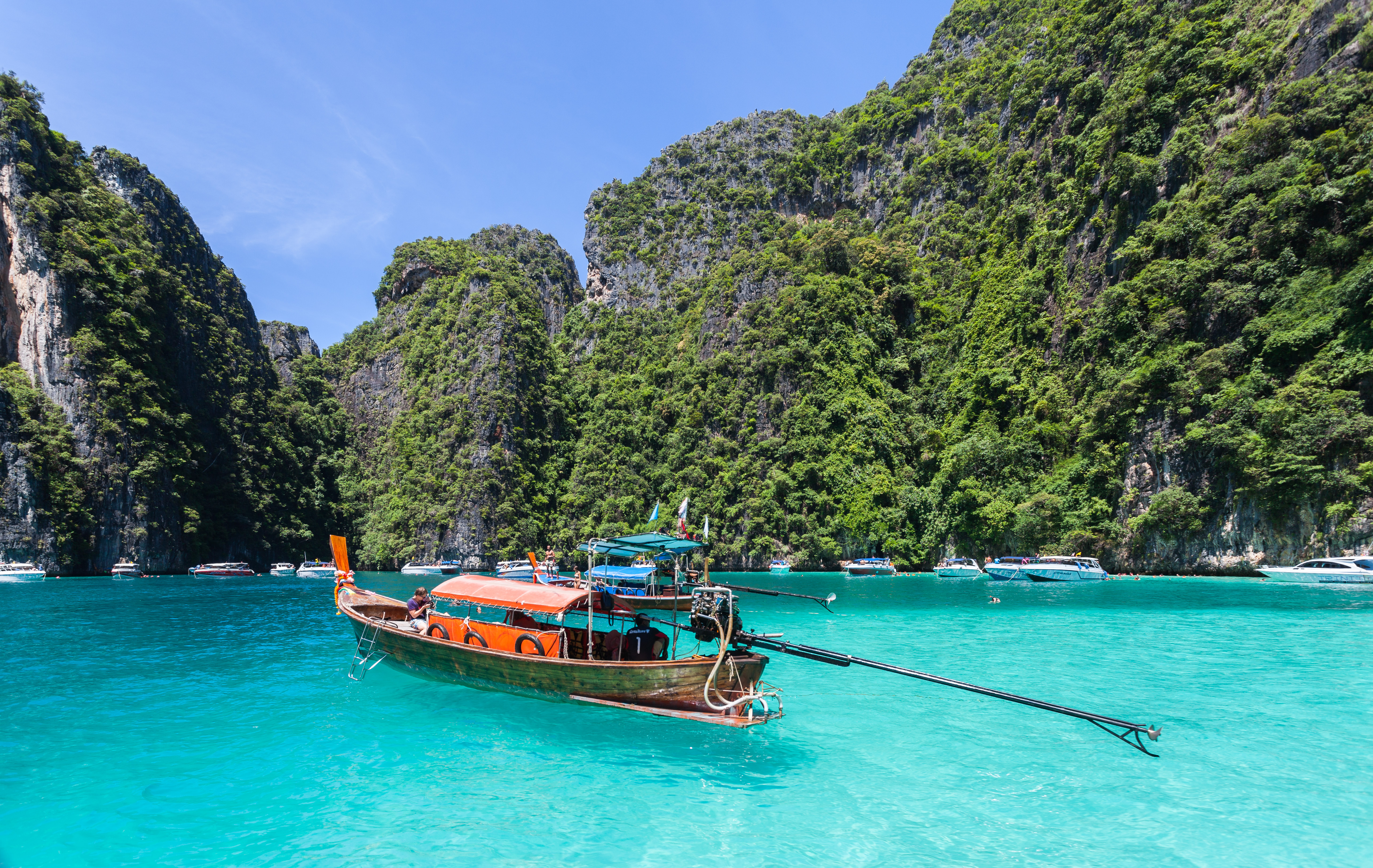
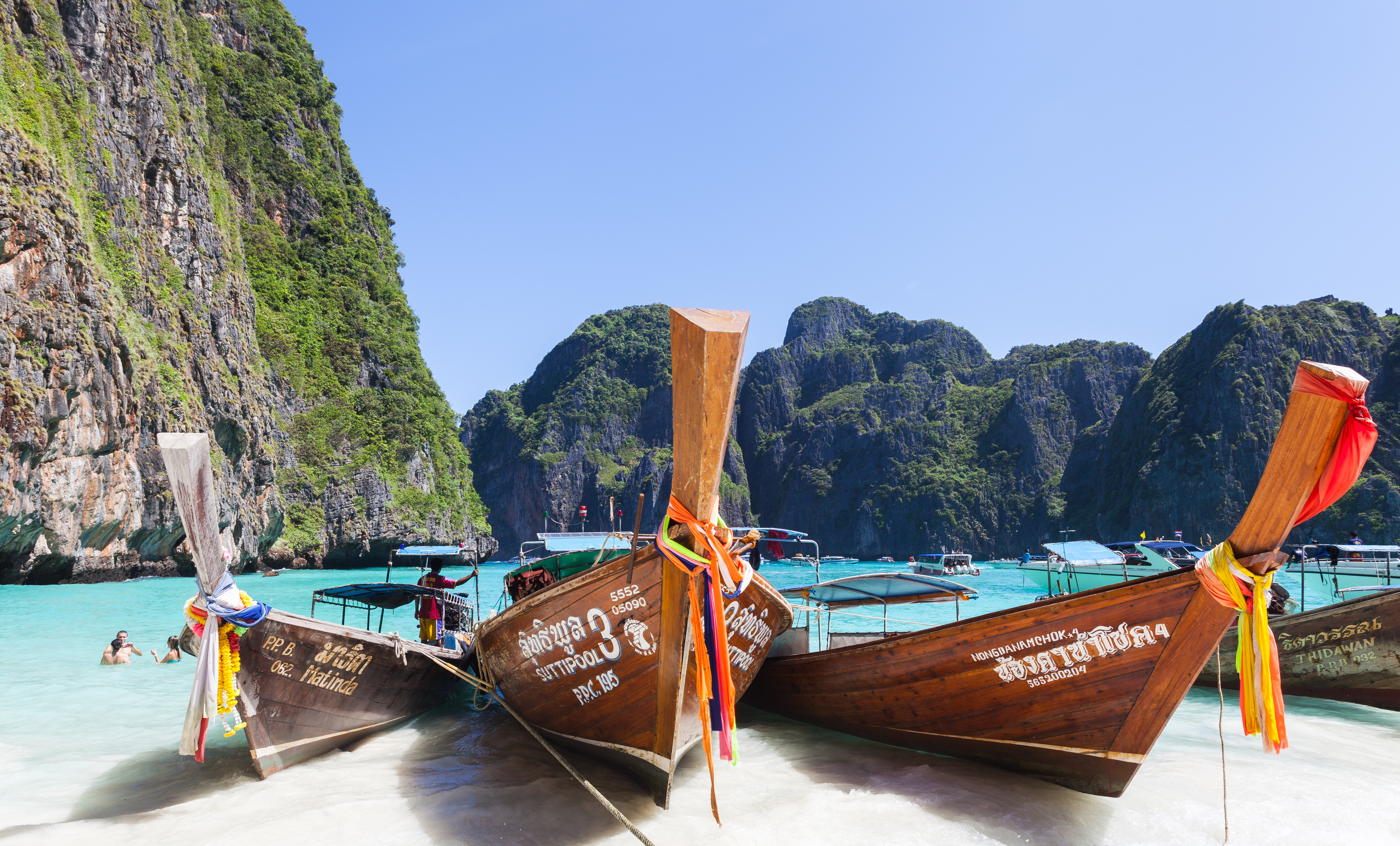
マヤビーチ
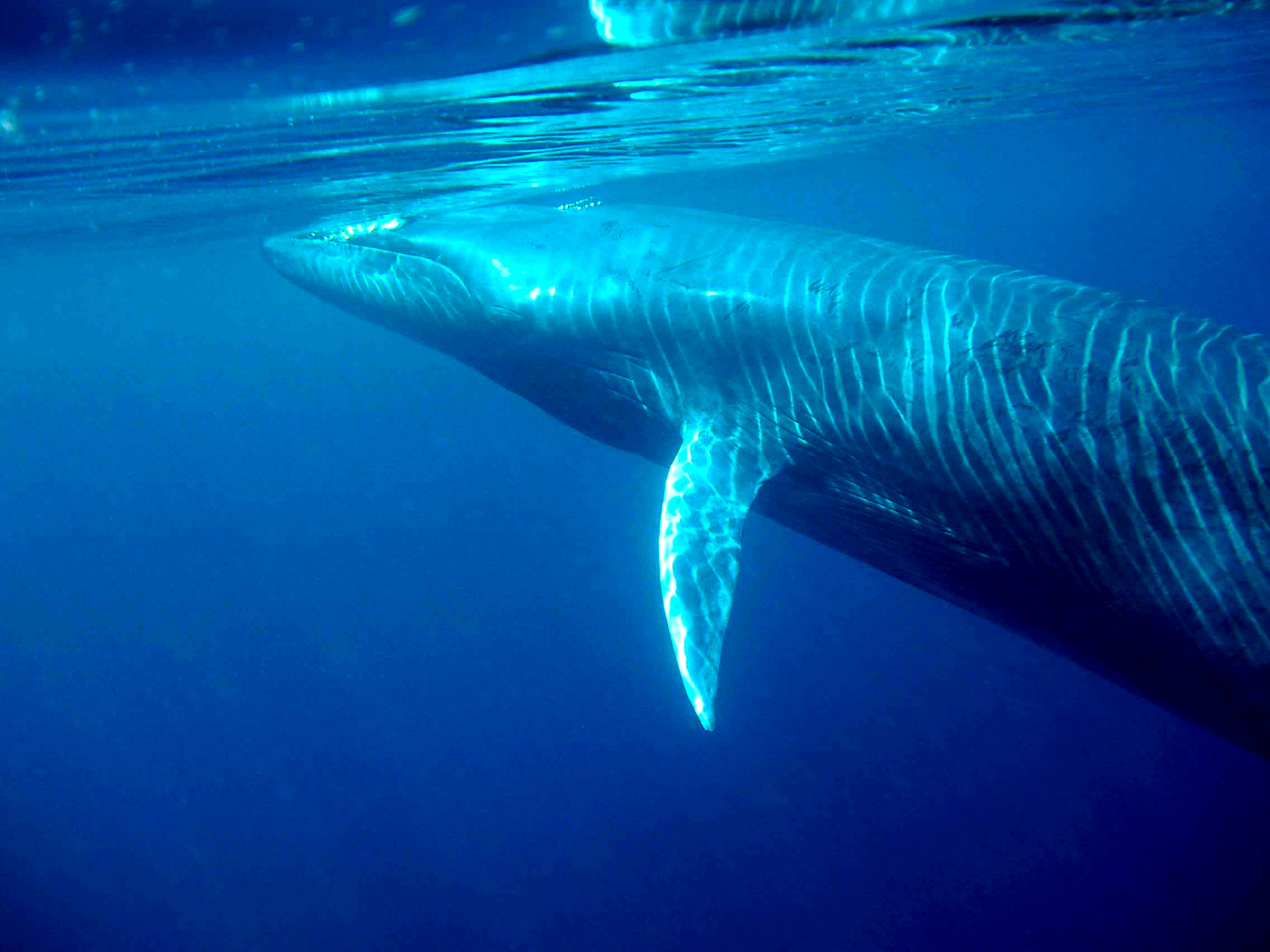
カツオクジラ

## その他
日本の伊豆半島（静岡県賀茂郡南伊豆町）にある船でしか行けない海岸「ヒリゾ浜」は、雰囲気がピーピー諸島に似ていると評されている。